# Árni Frederiksberg
Árni Frederiksberg (Saltangará, 13 giugno 1992) è un calciatore faroese, attaccante del KÍ Klaksvík e della nazionale faroese.

## Carriera

### Club
Ha giocato nella prima divisione faroese. In carriera ha giocato complessivamente 32 partite nei turni preliminari delle competizioni UEFA per club (7 nei turni preliminari di Champions League, 21 nei turni preliminari di Europa League e 4 in quelli di Conference League).
Nella stagione 2023-2024 ha giocato 4 partite nella fase a gironi di Conference League.

### Nazionale
Nel 2015 ha esordito con la nazionale faroese; in precedenza aveva anche giocato nelle nazionali giovanili Under-19 ed Under-21.